# Varennes (Indre-et-Loire)
Varennes település Franciaországban, Indre-et-Loire megyében. Lakosainak száma 254 fő (2022. január 1.). Varennes Ciran, Esves-le-Moutier, Loches, Mouzay és Saint-Senoch községekkel határos.

## Népesség
A település népessége az elmúlt években az alábbi módon változott:
| Lakosok száma | 264  | 203  | 214  | 223  | 243  | 247  | 246  | 240  | 237  | 254  |
|               | 1968 | 1982 | 1990 | 2006 | 2013 | 2015 | 2017 | 2019 | 2020 | 2022 |